# Промежуточная сумма
Промежуточная сумма — это сумма последовательности чисел, которая обновляется каждый раз, когда новое число добавляется к последовательности, увеличивая предыдущую промежуточную сумму на величину нового значения. Другое название термина — частичная сумма.
Смысл промежуточной суммы двояк. Во-первых, она позволяет видеть сумму последовательности для каждого шага, не совершая лишних действий со всей последовательностью. Во-вторых, промежуточная сумма даёт возможность не записывать саму последовательность, если конкретные её значения не имеют важности.

## Суть метода
Допустим, есть последовательность числовая последовательность {  5,   8,   3,   2,  }. Какова её сумма?
Ответ: 5 + 8 + 3 + 2 = 18. Ответ можно получить простым суммированием.
Добавим число 6 в конец последовательности: {  5,   8,   3,   2,   6,  }. Какова её сумма теперь?
Ответ: 5 + 8 + 3 + 2 + 6 = 24. Это снова можно получить простым суммированием последовательности. Но если мы обозначим 18 как промежуточную сумму, нам нужно будет только лишь прибавить 6 к 18, чтобы получить 24. Таким образом, 18 было, а 24 стало промежуточной суммой. Фактически, не нужно знать всю последовательность целиком для того, чтобы получить новую промежуточную сумму.
Тот же самый способ работает с вычитанием, но в этом случае речь идет не о сумме, а о промежуточной разнице. Она используется, например, при игре в дартс. Точно так же, применяя умножение вместо сложения, можно получить промежуточное произведение.

## Использование
Несмотря на то, что суть промежуточной суммы очень проста, она широко используется в повседневной жизни. К примеру, большинство кассовых аппаратов выводят на дисплей промежуточную сумму стоимости проведённых товаров. В конце покупки он будет, конечно же, отображать полную сумму стоимостей товаров.
Обычно многие игры всех видов используют промежуточную сумму для подсчёта очков; точные прошлые значения не важны, смысл имеет лишь текущее значение, которое и является промежуточной суммой.
Центральный процессор компьютеров в течение многих лет содержал компонент, называющийся аккумулятор, который, фактически, хранил промежуточную сумму отдельных вычислений. Эта часть процессора во многом устарела с развитием компьютеров.